# 자전거 포크

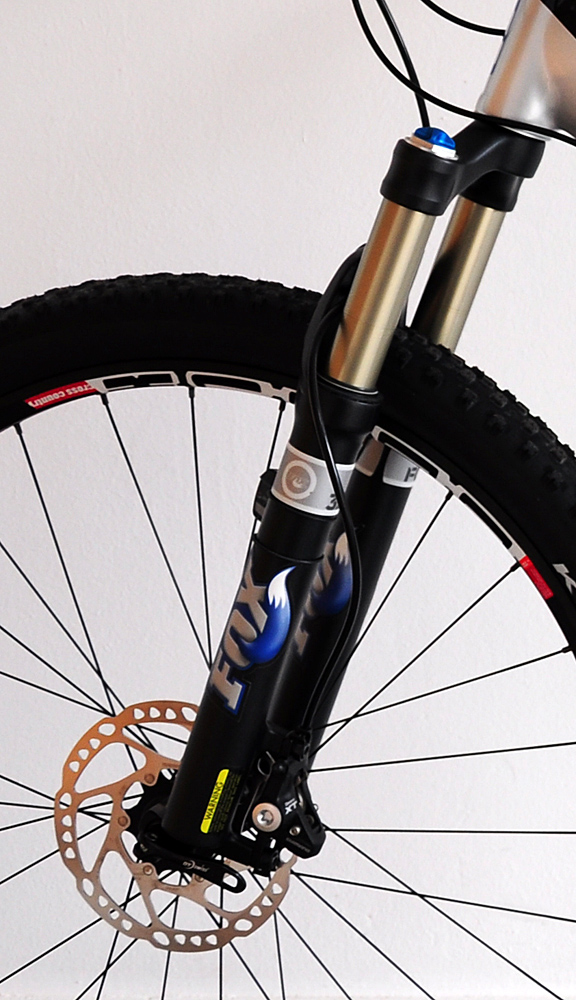
판 제동기가 달린 산악 자전거의 완충 포크

자전거 포크(영어: bicycle fork)는 자전거 앞 바퀴를 잡아 손잡이와 연결해서 자전거 탄 사람이 방향을 조절하고, 균형을 잡을 수 있게 하는 부품이다.
갈퀴 같은 모양의 두개의 포크로 앞 바퀴 축을 지탱하는데, 두 포크(블레이드)가 위에서 만나는 부분(크라운)을 통해, 자전거 뼈대 앞대(앞 튜브, 스티어링 튜브)를 통해 자전거를 조정하는 손잡이와 스템으로 연결된다.
앞대에 조립된 헤드셋의 베어링 작용으로 포크 방향을 조절한다.

## 단위

포크의 주요 단위 : 오프셋, 길이, 폭, 스티어러 튜브 길이, 스티어러 튜브 지름

### 오프셋
자전거 포크는 바퀴 축이 달리는 끝 부분이 조금 앞으로 튀어 나온 모양으로 오프셋이 있는 경우가 많다.
갈퀴 2개를 앞으로 휘어 약간 곡선으로 만드는데, 산악자전거와 같이 완충 장치가 같이 붙은 포크는 작동 구조상 직선으로 만들어져 있다. 휜 형태의 포크 갈퀴는 충격 흡수 효과도 가진다.
오프셋은 앞바퀴가 땅에 닿는 부분과 조향 축과 바닥의 교차점의 간격인 트레일을 줄여준다.
과도한 트레일은 자전거를 회전시키기 어렵게 하며, 도로 자전거 포크는 보통 40-45mm 정도의 오프셋을 갖고 있다.

## 같이 보기
- 자전거 프레임